# Renato Ribič
Akademski glasbenik. Rojen 3. 3. 1960 v Mariboru - Gosposka 18, Ribiški vrtec v Ribiški ulici, osnovna šola Janko Padežnik,  nižjo (Albert kolbl) in srednjo glasbeno šolo (današnji konzervatorij) maturiral v Mariboru (prof Ivan Rožič), diplomiral na AG - akademiji za glasbo v Ljubljani v razredu prof. Antona Grčarja. Kot otrok je bil 1964-74 maneken za otroško konfekcijo. Leta 1970 član mednarodno večkrat nagrajenega MPZ  - mladinskega pevskega zbora Maribor. Kot solist nastopal s šolskim pihalnim orkestrom SGŠ MB (mag. Stane Jurgec), leta 1978 postal redni član opernega orkestra Sng Maribor, ustanovni član Zarm - a (zabavnega ansambla Radia Maribor, ter leta 1979 kot solist v živo pred kamerami, za TV Ljubljana (Slo), nastopil s pihalnim orkestrom Kud Ptt - Pošta Maribor (Ervin Hartman). Leta 1981 soustanovil eno najboljših ska in reggae skupin v YU (Skakafci). Leta 1983 postal zborovodija moškega PZ Primat in mešanega PZ EM Hidromontaža, kasneje tudi dirigent pihalnih orkestrov Duplek in Angel Besednjak. 1985 plesni ansambel Eibiswalder Grenzland Quntet (Avstrija). S svojim BMOrchestra nastopil v TV oddajah Lojt'rca in Marjanca. 1989 stalni član The Red Boys-ov. Leta 1991 soustanovni Totega Big Banda in istoimenskega Dixie banda. Od leta 1974 aktiven kot skladatelj, aranžer in tekstopisec. Najbolj znana dela La Quatromba (komorna glasba za brass kvartet), Naše pozavne (za kvartet pozavn SGŠ), za amaterska gledališča Pod svobodnim soncem, Čarovnik iz Oza, O sole mio, Šivala je deklica zvezdo..., filmska glasba Najstarejša vinska trta na svetu (prva 1. nagrada Hollywood 2018), Ko se čustva prebudijo, Sto talcev za enega krvnika, Da bom lažje nosil..., narodno zabavna glasba hit Mi brkači, Poročno zvon, Nalijmo čaše, Čarli - Charly Arhar, Karneval, Ob novem, Mibodek, Balkoni, Za laske, Lepo mesto Maribor, Guc Pino, Lucky Mond Blues, Okno, Sam, Skakafci, Sreče ni, Bodočnost, Miru mi ne da (besedilo brat Milan), Habakuk, Saxivo, Štajerska čaga, Red Boys 'N' Roll, Gredica, Mamici, Tatjana, Šarh, Zveza, Pojmo pesmi, Boštjan, Zala, Et Vin, Mlakatanz (prva nagrada na temo o vodi in zraku - ekološka), Potica, Klobasa, Morja hribi, Gregorjevo, ...., himne Steyer, Bresternica, ZSSS, šolska OŠ Ludvik Pliberšek (hči Zala Ribič prispevala besedilo), Storžkovo...., mnoge priredbe in številna besedila in akrostihe. Kot igralec nastopil v amaterskih lutkovnih predstavah in amaterskih dramskih gledališčih (Pekre, Wema...) Žena Tatjana (predavateljica na VŠZV, strokovna direktorica)..., sin Boštjan , hči Zala......, oče Franc (trgovski poslovodja Wema Veleblagovnica, Biserka, direktor Weme, ljubiteljski glasbenik violina, trobenta plesni orkester Amor, plesni ansamb'l Rio, Kobanci, član predsednik in dosmrtni predsednik orkestra Kud Ptt pošta Maribor, športnik - nogomet, namizni tenis Športni klub Železničar Maribor)......, brat Milan, mama Pina - Josipina (trgovka, blagajničarka, rokodelka, kuharica...)